# Pericentrus tripinnatus
Pericentrus tripinnatus är en insektsart som beskrevs av Ludwig Redtenbacher 1908. Pericentrus tripinnatus ingår i släktet Pericentrus och familjen Phasmatidae. Inga underarter finns listade i Catalogue of Life.